# 東福寺城
東福寺城（とうふくじじょう）は、鹿児島県鹿児島市清水町（薩摩国鹿児島郡清水馬場町）にあった日本の城（山城）。平安時代に築城され江戸時代の初期に廃城となった。
現在は多賀山公園として整備されている。

## 沿革

### 築城
天喜元年（1053年）、藤原純友の4代後の末裔を自称する長谷場永純が薩摩国に落ち延び築城したとされる。薩摩国、大隅国、日向国では初めての城とされている。
その後の推移の詳細は不明であるが、鎌倉時代には国人の一人である矢上氏の居城となっていた。

### 南北朝の動乱
南北朝時代の動乱は、辺境である薩摩国も巻き込み、薩摩国守護であった島津氏は北朝側、矢上氏は南朝側に立っていた。島津氏は当初薩摩国国府に近い出水を拠点としていたが、やがて薩摩国、大隅国双方ににらみの利く鹿児島に拠点を移そうとした。そこで問題となったのが、南朝側の矢上氏が鹿児島の重要地点・東福寺城に陣取っていたことであった。当時矢上氏は一族の中村高純に東福寺城を守らせていた。
暦応3年（1340年）島津貞久は弟の佐多忠光に東福寺城を攻めさせる。南朝側に立っていた肝付兼重は救援のため高山城から駆けつけ、島津勢を撃退した。
暦応4年（1341年）、島津貞久は再び東福寺城を攻略する。双方に多数の死者が出たと言われるこの合戦で遂に東福寺城は落城し、これ以後島津氏の拠点となった。

### 室町時代
東福寺城自体は山城のため、島津氏は平地に清水城を築いて居館とし、東福寺城はいざというときのための「後詰めの城」となった。その後、島津貴久は居館を内城に移したが、東福寺城の役割に代わりはなかった。
天正7年（1579年）に当時の島津氏当主であった島津義久は近江国から多賀大社を城内に勧請して多賀神社を作った。この時からこの地は「多賀山」と言われるようになる。

### 東福寺城の終焉
島津忠恒は慶長7年（1602年）に居城を現在の鹿児島城に移す。この時、後詰めの城も鹿児島城の背後にある城山に移り、東福寺城は廃城となった。

## 現状
現在跡地は多賀山公園となり、「東福寺城跡地」を示す石碑と東郷平八郎の銅像が建っている。
曲輪の形状がよく残っているとされるが、公園としての整備も進んでいるため素人目には中世山城の面影を偲ぶのは難しい。